# Позу-Редонду
Позу-Редонду (порт. Pouso Redondo) — муниципалитет в Бразилии, входит в штат Санта-Катарина. Составная часть мезорегиона Вали-ду-Итажаи. Входит в экономико-статистический микрорегион Риу-ду-Сул. Население составляет 12 785 человек на 2006 год. Занимает площадь 359,519 км². Плотность населения — 35,6 чел./км².

## История
Муниципалитет был основан 23 июля 1958 года.

## Статистика
- Валовой внутренний продукт на 2003 год составляет 131 215 029,00 реалов (данные: Бразильский институт географии и статистики).
- Валовой внутренний продукт на душу населения на 2003 год составляет 10 482,11 реалов (данные: Бразильский институт географии и статистики).
- Индекс развития человеческого потенциала на 2000 год составляет 0,786 (данные: Программа развития ООН).